# Club de Deportes Valdivia (femenino)
El Club de Deportes Valdivia es la rama de fútbol femenino del Club de Deportes Valdivia, de la ciudad de Valdivia de la Región de Los Ríos. Milita actualmente en la Primera B de fútbol femenino de Chile.
La rama femenina fue creada en 2013 para la participación del torneo de aquel año, conocido como Primera División de fútbol femenino de Chile, máxima categoría del fútbol femenino profesional en Chile. Es organizada por la Asociación Nacional de Fútbol Profesional (ANFP), aún se mantiene en aquella categoría.
Junto a Deportes Ñielol y la Boston College son los únicos equipos participantes de la Primera división femenina que no poseen su similar masculino en algún torneo oficial de la ANFP o la ANFA.
Es local en el Estadio Parque Municipal de Valdivia debido a que el club tiene su origen de la universidad ubicado en aquella ciudad, el estadio tiene una capacidad actual de 5.000 espectadores. El elenco universitario también hace de local en su complejo deportivo ubicado en su campus de la Isla teja.

## Datos del club
- Temporadas en Primera División femenino: 6
- Debut en Primera División femenino: Apertura 2013.
- Mejor puesto en la liga: 7° Zona Sur Apertura 2013 y Apertura 2014.